# Glomeris occultocolorata
Glomeris occultocolorata är en mångfotingart som beskrevs av Karl Wilhelm Verhoeff 1892. Glomeris occultocolorata ingår i släktet Glomeris och familjen klotdubbelfotingar. Inga underarter finns listade i Catalogue of Life.